# USS Constitution
USS Constitution là một tàu frigate hạng nặng bằng gỗ, gồm ba cột buồm, của hải quân Hoa Kỳ. Được đặt tên bởi tổng thống George Washington theo tên của Hiến pháp Hoa Kỳ, nó là chiến hạm hiện dịch xưa nhất trên thế giới của hải quân được ủy nhiệm. Ra mắt năm 1797, Constitution là một trong sáu tàu khu trục nhỏ ban đầu được xây dựng theo ủy quyền của Đạo luật Hải quân năm 1794. Joshua Humphreys được bổ nhiệm thiết kế các tàu chiến chủ lực của lực lượng Hải quân Hoa Kỳ non trẻ, và vì vậy Constitution và các chị em của nó lớn hơn và được trang bị đầy đủ hơn so với tiêu chuẩn của các tàu khu trục khác thời kỳ này. Được đóng tại Boston tại xưởng đóng tàu Edmund Hartt, nhiệm vụ đầu tiên của nó bảo vệ các tàu buôn Hoa Kỳ trong cuộc chiến tranh Quasi với Pháp và tiêu diệt những tên cướp biển khét tiếng Babary trong cuộc chiến tranh Barbary lần thứ nhất.
Constitution nổi tiếng về các hành động trong chiến tranh năm 1812 chống lại Anh Quốc, khi nó đã bắt giữ nhiều tàu buôn và đánh bại nhiều tàu chiến của Anh khác như HMS Guerriere, Java, Pictou, Cyane và Levant. Trận chiến với Guerriere đem đến cho nó biệt danh "Old Constitution" và công chúng yêu mến đã nhiều lần cứu nó khỏi bị phá dỡ. Nó đã tiếp tục phục vụ tích cực cho quốc gia như một soái hạm tại Địa Trung Hải và châu Phi, và đi vòng quang thế giới năm 1840. Trong cuộc nội chiến Hoa Kỳ, nó từng là tàu đào tạo cho Học viện Hải quân Hoa Kỳ và từng tham gia triển lãm công nghiệp và nghệ thuật tại Paris năm 1878.